# Companhia de Saneamento do Pará
A Companhia de Saneamento do Pará, mais conhecida por COSANPA, é a empresa de abastecimento de água e saneamento básico do estado brasileiro do Pará com sede em Belém.

## Histórico
Fundada em 21 de dezembro de 1970, originou-se do antigo Departamento de Águas e Esgotos do Estado do Pará. 
Na década de 80, construiu a Estação de Tratamento de Água do Complexo Bolonha, responsável pelo abastecimento de mais de 1 milhão de pessoas em Belém e Ananindeua, na Região Metropolitana.
A Cosanpa é dividida em cinco regiões: Metropolitana, Baixo Amazonas, Nordeste, Ilhas e Tocantins, e abrange 52 municípios. 

## Leilão de saneamento
Em 11 de abril de 2025, na B3, a Aegea foi a vencedora do leilão do Bloco A (que inclui Belém, Ananindeua, Marituba e 23 municípios) por R$ 1,168 bi (ágio de 12%), do Bloco B (50 municípios, incluindo Abaetetuba, Paragominas e Bragança) por R$ 140,9 milhões (ágio de 650%) e do Bloco D (23 municípios, incluindo (Parauapebas, Marabá e Tucuruí) por 117,8 milhões (ágio de 250%).
O Bloco C (27 municípios, incluindo Santarém, Altamira e Itaituba) não recebeu propostas. 
A Cosanpa continuará responsável pela produção de água na três principais cidades, cabendo à concessionária a distribuição.
O leilão foi estruturado pelo BNDES e foram estabelecidos investimentos de cerca de R$ 15,2 bilhões, em 40 anos de contrato. 18 municípios já eram atendidos por concessões privadas e ficaram de fora do leilão, que concedeu o saneamento de 99 dos 144 municípios do Pará à iniciativa privada.
Entre a concorrência, houve lance da ServPred, que ofereceu R$ 30 milhões pelo Bloco B; consórcio Eldorado Saneamento e o Grupo Azevedo e Travassos ofertaram propostas de R$ 48,2 milhões e R$ 62,4 milhões, respectivamente, pelo Bloco D; no Bloco A, não houve disputa.
Para o Bloco A, as metas de universalização do abastecimento de água quanto a coleta e tratamento de esgoto estabelecem que a concessionária deve atingir 100% da população até 2033, 5 anos antes do prazo que foi estabelecido para os demais blocos com relação ao esgoto. No estado do Pará, somente 51,1% da população dispõe de água tratada e apenas 8,5% conta com coleta de esgoto, índices muito abaixo da média nacional.